# Choeradoplana eudoxiae
Choeradoplana eudoxiae ist eine Art der zu den Landplanarien zählenden Gattung Choeradoplana. Sie kommt in Brasilien vor.

## Merkmale
Choeradoplana eudoxiae hat einen schlanken, subzylindrischen Körper und misst kriechend eine Länge von ca. 38 Millimetern. Individuen der Gattung Choeradoplana weisen einen Retraktormuskel und Drüsen im Kopfbereich auf. Das Vorderende ist nach hinten gebogen. Im Gegensatz zu anderen Arten der Gattung Choeradoplana findet sich bei Choeradoplana eudoxiae auf der Bauchseite keine kissenartige Drüsenstruktur. Der Rücken hat eine pastellgelbe Grundfärbung mit rehbraunen Punkten, die sich vor allem neben der Mittellinie verteilen. Die Bauchseite ist cremefarben. Am Vorderende sind sowohl Bauch als auch Rücken gräulich gefärbt. Es kann nicht genau gesagt werden, in welchen Bereichen des Vorderendes Augen vorhanden sind, im hinteren Bereich verteilen sich viele Augen entlang der Körperränder bis zum Hinterende.
Der Kopulationsapparat weist keine Penispapille auf.

## Verbreitung
Die Art wurde im Nationalforst Floresta Nacional de São Francisco de Paula im brasilianischen Bundesstaat Rio Grande do Sul nachgewiesen.

## Verhalten
Wenn das Hinterende berührt wird, zeigt die Art das rollierende Fluchtverhalten, bei dem die Individuen zunächst den Hinterleib anheben und so lange nach vorne biegen, bis er auf mittlerer Höhe des Körpers den Untergrund berührt. Die so gebildete Schlaufe bewegt sich solange nach vorne, bis das Vorderende vom Untergrund abgehoben wird. Das Vorderende wird nun in einer Überschlagsbewegung in die Front bewegt. So kann die Landplanarie sich um die Distanz einer halben Körperlänge in einer Sekunde nach vorne bewegen.

## Etymologie
Das Artepitheton eudoxiae ehrt die Biologin Eudóxia Maria Froehlich für ihre Leistungen bei der Erforschung der Landplanarien der Neotropis.